# وگیمپتا
وگیمپتا (به انگلیسی: Vegayammapeta) یک روستا در هند است که در آندرا پرادش واقع شده‌است.